# Онєгінська строфа
Онєгінська строфа́ — 14-рядкова строфа зі схемою римування AbAb CCdd EffE gg. Згідно з Володимиром Набоковим, вперше у світовій літературі її використано Лафонтеном у 1671 році («Contes», казка «Nicaise» та ін.), у російській літературі вперше вжита поетом-сентименталістом Іваном Дмітрієвим у драматичній поемі «Єрмак» (строфи з рядками 65-78 та 93-106). Пізніше популяризована Олександром Пушкіним, який застосував її спершу в поемі «Руслан і Людмила» (пісня третя, від слів «за отдаленными горами» до слів «сказал мне важно Черномор»), а пізніше — як єдину строфу роману «Євгеній Онєгін» (1830).
Подібну форму 14-рядкового вірша має й сонет, яким Пушкін також чудово володів, однак сонет — складна строфічна форма з суворими вимогами щодо розгортання внутрішнього змісту. Реалістичний роман у віршах вимагав простої форми, придатної для цікавої розповіді й філософських роздумів, для переходів від лірики кохання до іронії, для поступового розкриття характерів героїв і для стислого пейзажу. Створена ним строфа використовує чотиристопний ямб (а не п'ятистопний, як сонет). Вона складається з простих і поширених трьох катренів (чотиривіршів) і заключної коди —- двовірша. Кожний катрен має різне римування: перший — перехресне, другий — парне, третій — кільцеве. У всіх чотиривіршах чергуються жіночі й чоловічі рими, строфа в цілому і кожний катрен зокрема починається з жіночих закінчень, а заключні два рядки мають чоловічу риму. Схема онєгінської строфи така: AbAb CCdd EffE gg. Наприклад:
|  | Довгенько осінь гостювала, І забарився перший сніг; Його природа ждала, ждала, А він лишень у січні ліг, Під третій день. Уставши зрана, В вікно побачила Татьяна Недавно побілілий двір, Дахи, куртини, косогір, Химерні на шибках узори, У сріблі дерева старі, Сорок веселих на дворі І мя'ко вистелені гори Зими покровом осяйним Під небом ясно-голубим |

## Онєгінська строфа в інших авторів
Пушкін уперше застосував онєгінську строфу в поемі «Руслан і Людмила» (пісня третя, від слів «за отдаленными горами» до слів «сказал мне важно Черномор»), а пізніше — у незакінченій поемі «Єзерський». Слідом за ним строфу використовував М. Лермонтов, М. Волошин. В українській поезії її вживав О. Гаврилюк. Також онєгінську строфу п'ятистопним ямбом як тверду форму (монострофу) під авторською назвою «сонетоїд» використовував Микола Зеров у циклі жартівливих віршів, останній з яких («Як ніжно розцвітав ти в саді-винограді…») присвячений саме історії цієї строфової форми.
Слід зазначити, що «Енеїда» І. Котляревського, написана в 1798 році і вперше видана 1809 року, вживає досить подібну строфу за схемою AbAb CCd EEd:
|  | Еней був парубок моторний І хлопець хоть куди козак, Удавсь на всеє зле проворний, Завзятіший од всіх бурлак. Но греки, як спаливши Трою, Зробили з неї скирту гною, Він, взявши торбу, тягу дав, Забравши деяких троянців, Осмалених, як гиря, ланців, П'ятами з Трої накивав. |